# BSS 01
La BSS 01, abbreviazione di Bildschirmspiel 01 (traduzione: Videogioco 01), chiamata anche RFT TV-Spiel, era una console di gioco di tipo Pong (console di prima generazione) prodotta tra il 1980 e il 1984 da parte di Kombinat Mikroelektronik Erfurt in associazione con la fabbrica di semiconduttori VEB a Francoforte sull'Oder nella Germania dell'est ai tempi stato socialista. La BSS 01 è stata l'unica console che sia stata mai prodotta nella Germania dell'est.

## Sviluppo e diffusione
Tra la quota di merci prodotte dalla fabbrica di semiconduttori di Francoforte sull'Oder destinate al mercato consumer, vi era inclusa la produzione della BSS 01. Alla base della console vi era il circuito integrato AY-3-8500-7 importato da una regione economica non socialista, in particolare dall'azienda USA General Instrument.
La BSS 01 aveva il prezzo stabilito dallo stato (EVP, come per tutte le merci) pari a 550 marchi della DDR; a causa del suo prezzo elevato, la console era raramente presente nelle case comuni. Solitamente era consegnata a centri giovanili ed a strutture educative e ricreative; erano configurate per l'utilizzo gratuito.
Era previsto anche il lancio di una console successiva chiamata BSS 02; fu però deciso di sospendere la produzione di console, in favore della produzione di radio sveglie.

## Tecnologia e giochi
La console si connetteva al televisore per mezzo dello spinotto dell'antenna. La BSS 01 aveva anche la presa per la corrente. Il cuore della console era il chip AY-3-8500-7 che è alla base anche di parecchie console simil-Pong non appartenenti al blocco sovietico; per questo motivo i giochi disponibili sono uguali a quelli presenti nelle console occidentali con medesimo chip. I giochi selezionabili erano i seguenti: Tennis, Fußball (calcio), Squash e Pelota (palla basca) (non si potevano quindi selezionare i due giochi di mira presenti sul chip). I primi tre sono a due giocatori e l'avversario controllato dal computer non è previsto. Il gioco di pelota è invece per una singola persona. In aggiunta c'è il gioco non documentato dell'AY-3-8500, che può essere giocato quando nessuno dei precedenti giochi viene selezionato: Handicap, una variante del calcio in cui il giocatore sul lato destro aveva un terzo paddle.
I due controller removibili della console erano di tipo paddle. Sul corpo della console erano presenti diversi bottoni che permettevano di selezionare il gioco e di personalizzare alcuni dettagli di gioco: angolo di rimbalzo, velocità della palla e dimensione della racchetta.